# Anders Haugen
Anders Olsen Haugen (* 24. Oktober 1888 in Bø, Telemark; † 14. April 1984 in Yucaipa, Kalifornien) war ein US-amerikanischer Skispringer.

## Biografie
Der in Norwegen geborene Haugen wanderte 1908 in die Vereinigten Staaten aus und ließ sich in Dillon in Colorado nieder. Haugen nahm an den ersten Olympischen Winterspielen 1924 in Chamonix teil und wurde Vierter im Skisprungwettbewerb. 1974 stellte man einen Rechenfehler der Jury fest und Haugen wurde nachträglich zum Bronzemedaillisten erklärt. Anne-Marie Magnusson, die Tochter des ursprünglichen Medaillengewinners Thorleif Haug, überreichte dem nun fast 86-Jährigen, mit 50 Jahren Verspätung, am 12. September 1974 im Holmenkollen-Haus in Oslo die Bronzemedaille. Im Skilanglauf-Einzel über 18 km erreichte er den 33. Platz. Im Einzel der Nordischen Kombination landete er auf Rang 21.
Vier Jahre später bei den Olympischen Winterspielen 1928 in St. Moritz lief Haugen im 18-km-Skilanglaufrennen auf den 43. Platz. Zuvor hatte er im Skispringen von der Normalschanze Rang 43 erreicht. Im Einzel der Kombination belegte er Rang 25.
Haugen gewann 1910 in Coleraine, 1923 in Minneapolis und 1926 in Duluth die US-Meisterschaften im Skispringen. Er stellte außerdem mehrfach neue Skiflugweltrekorde auf.
Nach dem Ende seiner Karriere zog Haugen mit seinem Bruder Lars nach Lake Tahoe und gründete dort den Lake Tahoe Ski Club. Bis ins hohe Alter begleitete er dort als Trainer das Nachwuchs-Skitraining. 1963 wurde Haugen in die U.S. Ski Hall of Fame aufgenommen und 15 Jahre später 1978 auch in die Colorado Ski and Snowboard Hall of Fame.
1984 starb Haugen nach einer schweren Erkrankung an Prostatakrebs.